# 神聖同盟 (1684年)
神聖同盟（しんせいどうめい、ラテン語: Sacra Ligua、イタリア語: Lega Santa、ドイツ語: Die Heilige Liga、英語: Holy League）は、大トルコ戦争中の1684年、オスマン帝国に対抗するためにローマ教皇インノケンティウス11世主導のもとに神聖ローマ帝国、ポーランド・リトアニア共和国、ヴェネツィア共和国が結成した同盟。1686年にはロシア・ツァーリ国も加わった。1699年のカルロヴィッツ条約で大トルコ戦争は終結し、それに伴って同盟は解消された。
同盟結成にあたって、インノケンティウス11世はカプチン・フランシスコ修道会出身のマルコ・ダヴィアーノの助力を借り、ダヴィアーノはウィーンの守備で大きな役割を果たした。

## 大衆文化における神聖同盟
1683年の第二次ウィーン包囲と翌年の神聖同盟結成は2012年に『1683年9月11日』で映画化されている。